# Resolució 886 del Consell de Seguretat de les Nacions Unides
La Resolució 886 del Consell de Seguretat de les Nacions Unides fou adoptada per unanimitat el 18 de novembre de 1993.
Després de reafirmar les resolucions 733 (1992) i totes les resolucions posteriors sobre Somàlia, el Consell va examinar la situació al país i va renovar el mandat de la Operació de les Nacions Unides a Somàlia II (UNOSOM II) fins al 31 de maig de 1994.
El Consell de Seguretat va assenyalar la forta millora de la situació a la majoria de les regions de Somàlia per la UNOSOM II, i va reconèixer que el poble de Somàlia era la responsable de la reconciliació i la reconstrucció del seu país, la màxima prioritat de la UNOSOM II, però va insistir que la comunitat internacional volia ajudar en el procés. L'Acord General signat el 8 de gener de 1993 a Addis Abeba i l'Acord d'Addis Abeba de la Conferència sobre la Reconciliació Nacional el 27 de març, per al Consell, van proporcionar una sòlida base per a una solució. En aquest context, el desarmament era crucial per a la pau i l'estabilitat, tot i que el Consell va condemnar la persistència de la violència i els atacs a les forces de manteniment de la pau i ajudar els treballadors i la situació en general va ser una amenaça per a la pau i la seguretat la regió.
Es va demanar al Secretari General Boutros Boutros-Ghali que informés al Consell de Seguretat abans del 15 de gener de 1994 sobre les novetats i un pla actualitzat amb l'estratègia futura de la missió, i el Consell va decidir emprendre una revisió de la missió UNOSOM II abans de l'1 de febrer de 1994 després de rebre l'informe.
Tots els partits, faccions i moviments a Somàlia van ser cridats a complir l'alto el foc i els acords de desarmament i accelerar els seus esforços per assolir la reconciliació política. Era important en aquest respecte que s'assolissin objectius concrets, inclosa la creació de consells comarcals i regionals i una autoritat nacional provisional. Addicionalment, l'establiment d'una policia operativa i un sistema legal va ser important per a aquest procés. Es va recordar a les parts que la major implicació de les Nacions Unides depenia de la seva cooperació per trobar una solució. Es van lloar els esforços diplomàtics dels Estats membres i organitzacions internacionals per incloure totes les faccions a la taula de negociacions.
El Consell va reafirmar que tots els països haurien de seguir observant l'embargament d'armes contra Somàlia imposat a la Resolució 733 (1992), expressant preocupació pels efectes desestabilitzadors dels fluxos transfronterers d'armes a la regió en relació amb la seguretat d'altres països. El Consell va destacar el vincle entre la rehabilitació i la reconciliació, i va animar als donants a continuar contribuint en projectes de rehabilitació en àmbits on es produirien seguretat i reconciliació. Als Estats també se'ls va animar a proporcionar més tropes, equips, diners al procés de reconciliació nacional a Somàlia i va demanar suport per reforçar la UNOSUM II.